# Heihachi Mishima
Heihachi Mishima
(三島 平八, Mishima Heihachi) är en fiktiv rollfigur i fighting-spelet Tekken av Namco på Playstation 1 & 2. Han är också en bonuskaraktär i fighting-spelet Soul Calibur II till Playstation 2.

## Historia
Heihachi är Jinpachi Mishimas son, far till Kazuya Mishima, Jin Kazamas farfar och så har han adopterat Lee Chaolan från Kina. Han har tränat Kuma och Kuma jr som arbetar som Heihachis livvakter. Han har tränat Panda till att bli Xiaoyus livvakt. Han lät Xiaoyu gå i hans högskola, tillsammans med Jin och Miharu. Han äger konglomeratet Mishima Zaibatsu som han stal från sin far för länge sedan och är grundare av Iron Fist (Tekken) Tournament. Han grundade också Tekken Force i Tekken 3.
Hans fightingstil är Mishima Style Karate som han lärde sig av sin far.
Heihachi är en hänsynslös gammal gubbe som inte bryr sig om släktband. Han eliminerar alla som är ett hot för honom. Han troddes vara död efter Tekken 1 men lyckades klättra upp för ravinen igen. Heihachi troddes vara död efter Tekken 4 när en grupp Jack-4 invaderade Hon-Maru och sprängde det i luften, men han lyckades överleva. 

### Före Tekken 1
Heihachi föddes som arvtagare till den rika, berömda och respekterade Jinpachi Mishima, grundare av Mishima Zaibatsu och känd kampsportsmästare.
Inte mycket om Heihachis barndom är känt, men efter några år gifte sig Heihachi och fick senare en son, Kazuya. Heihachis fru dog tyvärr strax efter sin sons födelse, efter detta blev han mer hänsynslös och fans tror att han förmodligen skyllde sin frus död på Kazuya.
Heihachi uppfostrade Kazuya strängt och hårt. Hans tanke var förmodligen att uppfostra en stark arvtagare till Mishima Zaibatsu. Men Kazuya växte upp och blev snäll och känslig, kanske p.g.a. att Jinpachi behandlade honom mycket snällare än vad Heihachi gjorde (se Kazuyas Tekken 5 slut).
Vid en tidpunkt förrådde Heihachi sin far och stal Mishima Zaibatsu från honom, motivet för detta är ännu okänt. Jinpachi försökte ta tillbaka Mishima Zaibatsu men misslyckades och blev inspärrad under Hon-Maru i 50 år där han senare dog.
Till sist blev Heihachi så trött på sin sons "svagheter" och slängde ner honom i en djup ravin och sade att om Kazuya verkligen var hans riktiga son så skulle han klara av fallet och klättra upp igen. (Heihachis avsikt var aldrig att döda Kazuya utan att testa honom och göra honom mer sträng och hård som han själv.) Kazuya överlevde fallet och lyckades klättra upp igen, men bara efter att han slutit en pakt med djävulen, som lovade att han skulle få överleva och kunna ta hämnd på Heihachi i utbyte mot hans själ. Kazuya fick också ett stort ärr på bröstet efter fallet.
När Heihachi var på en resa i Kina såg han föräldralösa Lee Chaolan (då bara ett barn) slåss mot ett gäng ungdomar. Heihachi blev imponerad av Lee och adopterade honom. Tekken-fans tror dock att Heihachi egentligen aldrig brydde sig om Lee utan adopterade honom som en rival till Kazuya och för att motivera honom ännu mer.
Kazuya reste runt jorden och ställde upp i olika turneringar och tävlingar och blev så småningom en obesegrad mästare. Hans enda fläck i registret var en oavgjord match mot Paul Phoenix, som efter den matchen har letat efter Kazuya för att få en returmatch.

### Tekken 1
När Heihachi tyckte att det var tid att testa sin sons styrka så utlyste han Iron Fist Tournament där segrarens pris var en väldigt hög summa pengar.
Heihachi blev dock besegrad av Kazuya, vilket han inte hade räknat med. Kazuya slängde sedan ner Heihachi från samma ravin som han själv blev nedslängd från. Kazuya tog sedan över Mishima Zaibatsu, men han visade sig vara än mer hänsynslös än Heihachi.

### Tekken 2
Heihachi lyckades överleva fallet och klättrade upp igen (se introt till Tekken 2). När Kazuya hörde att Heihachi fortfarande levde annonserade han Iron Fist Tournament 2. Heihachi vann turneringen och hade en sista match mot Kazuya. Men när han såg hur ond och korrumperad Kazuya hade blivit av Devil bestämde han sig för att förgöra Kazuya för alltid, för nu var han förlorad. Heihachi besegrade Kazuya och Devil. Sedan slängde han ner honom i en vulkan för att döda honom.

### Tekken 3
Några år efter Tekken 2 skapade Heihachi Tekken Force (Tekkenshu i Japan) som en sorts världspolis för att blidka världens nationer. En dag, cirka 15 år efter Tekken 2, hittade Tekken Force ett par gamla ruiner i centrala Mexiko. Där upptäckte de också Ogre som slog ihjäl alla i Tekken Force (se Tekken 3 introt). En tid senare fick Heihachi besök av en ung man som hette "Jin" som påstod att Heihachi var hans farfar. Jin ville ha hämnd på Ogre efter att denne dödat hans mor Jun Kazama. Heihachi blev vän med Jin och lärde honom "Mishima Style Karate". Jin anade inte att Heihachis avsikt var att använda honom som ett bete för att lura Ogre. 
Paul Phoenix lyckades besegra Ogre och åkte hem i triumf men han visste inte att Ogre ändrade sig till sin riktiga form True Ogre. Jin besegrade True Ogre men Heihachi, som hade förstått att Jin också hade djävulsgenen, förrådde Jin och sköt honom i huvudet för att döda honom och Devil. Men Jin, som hade ärvt djävulsgenen av sin far Kazuya, omvandlade sig till Devil Jin och attackerade Heihachi (han försökte dock inte döda Heihachi). Sedan flög han därifrån.

### Tekken 4
Heihachi ville blanda sitt eget DNA med Ogres, men han upptäckte att skulle behöva djävulsgenen som Kazuya och Jin hade, för att kunna kombinera DNAet. Heihachi sökte överallt efter Jin men kunde inte hitta honom. Heihachi upptäckte sedan att hans son Kazuyas kropp hade tagits av G-Corporation (ett rivalföretag). Heihachis Tekken Force gjorde en räd, men upptäckte till sin stora förvåning att Kazuya hade blivit återuppstånden av företaget. Heihachi beslutade att hålla ett nytt Iron Fist Tournament, med sitt eget företag som förstapris, för att försöka lura Kazuya dit. Han visste också att Jin skulle ställa upp i turneringen och gillrade därför en fälla och lät Tekken Force attackera och ta honom till fånga och låta Kazuya möta Jin. Sedan skulle Heihachi slåss mot vinnaren som då var trött. Allt gick som planerat, förutom att Jin lyckades besegra både sin far och Heihachi. Jin fick en vision av sin mor Jun precis innan han skulle döda Heihachi, som stoppade hans vrede.
Den riktiga vinnaren av Tekken 4 är Heihachi, därför att den slutgiltiga striden i Hon-Maru mellan Kazuya, Heihachi och Jin utspelar sig efter turneringen och är inte en del av turneringen. Jin blir tillfångatagen och blir därför diskvalificerad. Kazuya kommer till final där Heihachi vinner och tar honom till Hon-Maru. Därifrån händer Kazuyas del av slutet. Kazuya slår bort Heihachi med sina djävulskrafter och försöker sedan omvandla Jin, som är fastkedjad, till Devil Jin men misslyckas. Han väcker då Jin som börjar slåss och vinner mot Kazuya till hans stora förvåning. Det är oklart om Kazuya är sig själv eller om det är Devil som kontrollerar honom eller tvärtom. Härifrån händer Jins slut. Efter att ha vunnit mot Kazuya vaknar Heihachi upp och utmanar Jin men Jin vinner ännu en gång och han är precis på väg att döda Heihachi när han får en hallucination av sin mor Jun Kazama som hindrar honom från att mörda Heihachi. 
Det riktiga slutet i Tekken 4 är en blandning mellan Heihachi, Kazuyas och Jins slut.

### Tekken 5
Direkt efter att Jin flugit iväg från Hon-Maru invaderar en grupp Jack-4, förmodligen skickade av G-Corporation. Heihachi och Kazuya slogs tillsammans och förstörde de flesta Jack-4-robotarna, men sedan slängde Kazuya Heihachi till Jack-4 robotarna och flydde. Jack-4 aktiverade då en bomb som sprängde hela stället i luften. Man trodde att Heihachi dog men han överlevde och ställde upp i Tekken 5 för att ta tillbaka Mishima Zaibatsu.

### Tekken 6
Heihachi tog sig tillbaka till Zaibatsus högkvarter och får reda på att Jin hade tagit över Zaibatsu. Som resultat kommer han in i "Iron Fist Tournament 6" för att återfå kontrollen över sitt företag.

## Kuriosa
- Heihachis slutliga mål är nu att bygga massa vapen och sedan förstöra världen, och sedan bygga upp världen igen till en mycket bättre värld. Detta ser han som en god gärning.

- Heihachi själv har ingen djävulsgen detta beror på att han aldrig har slutit en pakt med djävulen som Kazuya gjorde, han har heller inte ärvt någon sådan gen eftersom Jinpachi inte hade den heller från början. Jin har inte heller slutit någon pakt men han ärvde genen av Kazuya. Jinpachi har heller inte slutit någon pakt, men efter att han blev instängd under Hon-Maru och dog efter ett tag kom en "sak" (förmodligen en demon eller Devil) och tog över honom, enligt dialogerna i "Story Mode" i Tekken 5. Det är dock oklart om han i Tekken 5 faktiskt har själva djävulsgenen.

- Heihachi är 75 år i Tekken 5

- Vann Iron Fist Tournament 2 & 4.

- Heihachis bästa vän är Kuma och Kuma Jr.

- Heihachi var med i Playstation 2 versionen av Soul Calibur 2.

## Relationer
- Jinpachi Mishima - Far
- Kasumi Mishima - Fru
- Kazuya Mishima - Son
- Lee Chaolan - Adopterad Son
- Lars Alexandersson - Oäkta Son
- Jin Kazama - barnbarn
- Kuma - Husdjur och livvakt
- Kuma Jr - Livvakt